# 維特基夫
50°38′15″N 26°45′0″E / 50.63750°N 26.75000°E
維特基夫（烏克蘭語：Витків），是烏克蘭西北部的村莊，隸屬里夫內州的里夫內區。該村始建於1765年，面積1.18平方公里，海拔高度235米，2001年人口349，人口密度每平方公里295人。